# Gaston IV. (Foix)

Wappen Gastons IV. von Foix-Béarn-Bigorre

Gaston IV. (* 1423; † 25. Juli 1472 in Roncevalles) war von 1436 bis zu seinem Tod Graf von Foix und Bigorre, Vizegraf von Béarn, Marsan, und Castelbon sowie Co-Herr von Andorra. Durch Kauf war er seit 1447 auch Vizegraf von Narbonne. Er war der älteste Sohn seines Vorgängers Graf Johann I. und dessen Ehefrau Jeanne d’Albret.

## Im Dienst einer Krone

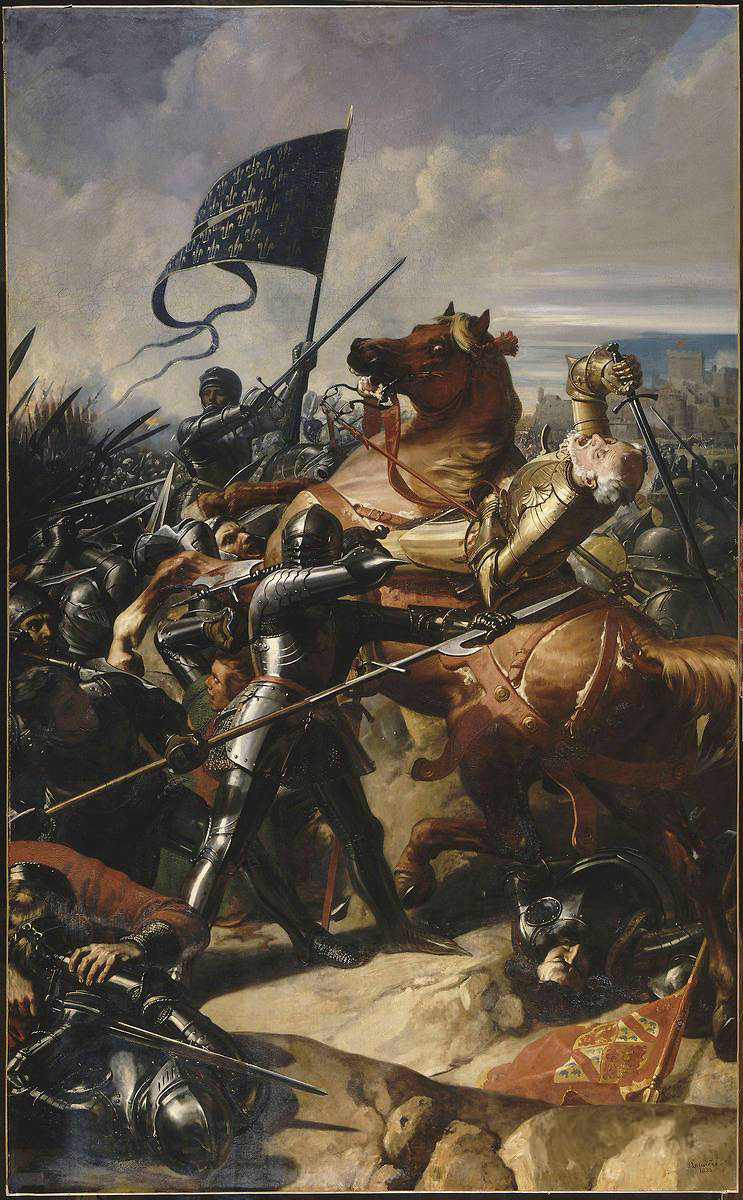
Tod des John Talbot bei Castillon

Nach dem Tod seines Vaters am 4. Mai 1436 trat Gaston dessen umfangreiches Erbe, welches sich hauptsächlich am Nordhang der Pyrenäen befand, an. Er war damit neben dem Grafen von Armagnac einer der mächtigsten Feudalherren in Südfrankreich. Für die ersten Jahre seiner Regentschaft führte aufgrund von Gastons Unmündigkeit dessen Onkel Graf Mathieu de Comminges die Regierung für ihn.
Ab dem Jahr 1439 beteiligte sich Gaston im Dienste der französischen Krone am Hundertjährigen Krieg gegen England. Dabei wurde er zum Generalleutnant des französischen Heeres in der Guyenne ernannt, nachdem er dort 1442 Tartas, 1449 Mauléon sowie die Städte Saint-Sever und L’Isle-en-Dodon erobern konnte. Im Jahr 1451 half er dem Bastard von Orléans bei der Eroberung von Dax, Bayonne und Bordeaux und am 17. Juli 1453 nahm er an der siegreichen Schlacht von Castillon teil, der letzten großen Schlacht des Hundertjährigen Krieges, in welcher der englische Feldherr John Talbot getötet wurde. Danach nahm Gaston noch einige Städte in der Gascogne ein, wo er bei der Übergabeverhandlung für Cadillac beinahe von dem befehlshabenden Kommandanten der Stadt ermordet wurde, doch Gaston kam mit leichten Verletzungen davon.
Im Jahr 1462 betraute der König von Frankreich ihn mit der Führung eines Heereszuges nach Aragon. Dort sollte Gaston die in Girona vom Grafen von Pallars belagerte Königin Juana Enríquez und deren Sohn Prinz Ferdinand befreien. Ein Auftrag, den Gaston erfolgreich ausführen sollte.
Für seine treuen Dienste wurde Gaston reich belohnt, schon 1458 wurde er für die Grafschaft Foix mit der Würde eines Pairs von Frankreich ausgestattet, im selben Jahr wurde außerdem sein ältester Sohn mit einer Tochter König Karls VII. verlobt. Nach der erfolgreichen Mission nach Aragon bekam er auch die Herrschaft über die Stadt Carcassonne übertragen. Eine Ironie der Geschichte – hatten Gastons Urahnen einst auf den Besitz dieser Stadt verzichten müssen.

## Im Kampf um eine Krone
Gaston war seit 1436 mit der aragonesischen Infantin Eleonore verheiratet. Diese war das jüngste Kind des Königs Johann II. von Aragon und dessen Ehefrau Königin Blanka von Navarra. Gaston unterstützte die Bestrebungen seiner Frau die Königswürde in Navarra zu erringen. Eigentlich wäre Eleonores älterer Bruder Carlos de Viana (Carlos IV.) seit dem Tod ihrer Mutter 1441 der rechtmäßige König gewesen, doch beider Vater König Johann usurpierte den Thron in Pamplona und enthielt diesen seinem Sohn vor, angeblich weil dieser eine Ermordung des Vaters geplant habe. Gaston half nun seinem Schwiegervater im Bürgerkrieg gegen Prinz Carlos und wurde dafür belohnt, als im Vertrag von Barcelona am 3. Dezember 1455 die Erbfolgeregelung in Navarra zugunsten seiner Ehefrau und ihrer Kinder festgelegt wurde.
Carlos de Viana starb 1461, vermutlich durch Gift, womit nun rein erbrechtlich Eleonores ältere Schwester Blanca (Blanka II.) in der Thronfolge aufgerückt wäre, doch auch ihr wurde der Thron verwehrt, stattdessen soll beider Vater König Johann seiner jüngsten Tochter die Erlaubnis gegeben haben, die Schwester in ein Gefängnis wegzusperren. Blanka starb darin wenig später. So wurde Eleonore endgültig die unangefochtene Anwärterin auf den Thron von Navarra, wo sie und Gaston bereits als Stellvertreter König Johanns die Regierung ausübten. Das Haus Foix sollte so nach über vierhundert Jahren seines Bestehens zu königlichen Würden aufsteigen, wenn auch das navarresische Königtum schon zu dieser Zeit ein Spielball der umliegenden Mächte war.

## Für und wider die Krone
Als Motiv für das Handeln des aragonesischen Königs wird allgemeinhin das reiche Erbe des Hauses Foix angesehen, das der Aragonese durch eine enge familiäre und politische Bindung an sich ziehen wollte, was aber nur auf Kosten von Frankreichs Macht in der Pyrenäenregion zu bewerkstelligen gewesen wäre. Foix, welches fast den gesamten Nordhang der Pyrenäen beherrschte, wäre dadurch zu einem Pufferstaat für Aragon geworden. Gaston aber dachte nicht daran, sein gutes Verhältnis zu Frankreich zugunsten einer einseitigen Politik pro Aragon aufzugeben, gerade weil das aus dem Hundertjährigen Krieg siegreich hervorgegangene Frankreich die nun dominierende Macht Westeuropas war, deren Gegnerschaft sich das Haus Foix nicht leisten konnte.
Stattdessen blieb Gaston weiterhin ein treuer Diener des französischen Königs, den er in den letzten Kriegsjahren gegen England unterstützt hatte und so die bereits oben genannten Gunstbeweise von ihm empfang. Auch wahrte Gaston 1462 seine Neutralität, als König Ludwig XI. von Frankreich die politischen Unruhen in Aragon ausnutzte und das Roussillon und die Cerdanya besetzte. Während des Aufstandes der Ligue du Bien public 1465 gehörte Gaston zu den wenigen Verbündeten des Königs und unterstützte diesen im Kampf gegen Herzog Johann II. von Bourbon.
Doch auch Gaston zog sich die Feindschaft Ludwigs XI. auf sich, als er 1469 seine Tochter mit dem mächtigen Grafen von Armagnac verheiratete und damit vom Standpunkt des Königs aus zu einer zu machtvollen Gefahr für die königliche Autorität im Süden Frankreichs wurde. Diesen Bruch nutzte auch Gastons Schwiegervater Johann II. von Aragon aus, um diesen des Statthalterpostens in Navarra zu entsetzen, welcher an Gastons ältesten Sohn, der sich ebenfalls gegen den Vater gestellt hatte, übergeben wurde. Nach dem Tode Gastons de Viana in einem Turnier 1470 übernahm der König von Aragon selbst die Herrschaft in Navarra und entzog Gaston auch die Vormundschaft über seine Enkelkinder. In dieser Situation suchte Gaston ein engeres Bündnis zum Prinzen Karl, duc de Berry, der sich im ständigen Aufstand gegen seinen königlichen Bruder befand. Ebenfalls verband sich Gaston mit dem revoltierenden Herzog von der Bretagne, dem er seine Tochter Marguerite zur Frau gab. Doch bevor es zum bewaffneten Zusammenstoß kam, brach die Revolte zusammen, nachdem Prinz Karl am 12. Mai 1472 in Bordeaux vergiftet wurde.

## Tod und Fazit
Wenige Wochen später, am 9. Juli 1472, verstarb auch der Graf von Foix im Alter von beinahe 50 Jahren nach einer Krankheit. Da sein Schwiegervater noch lebte, blieb es Gaston zeit seines Lebens verwehrt, als Ehemann Eleonores die Mitkönigskrone von Navarra zu tragen.

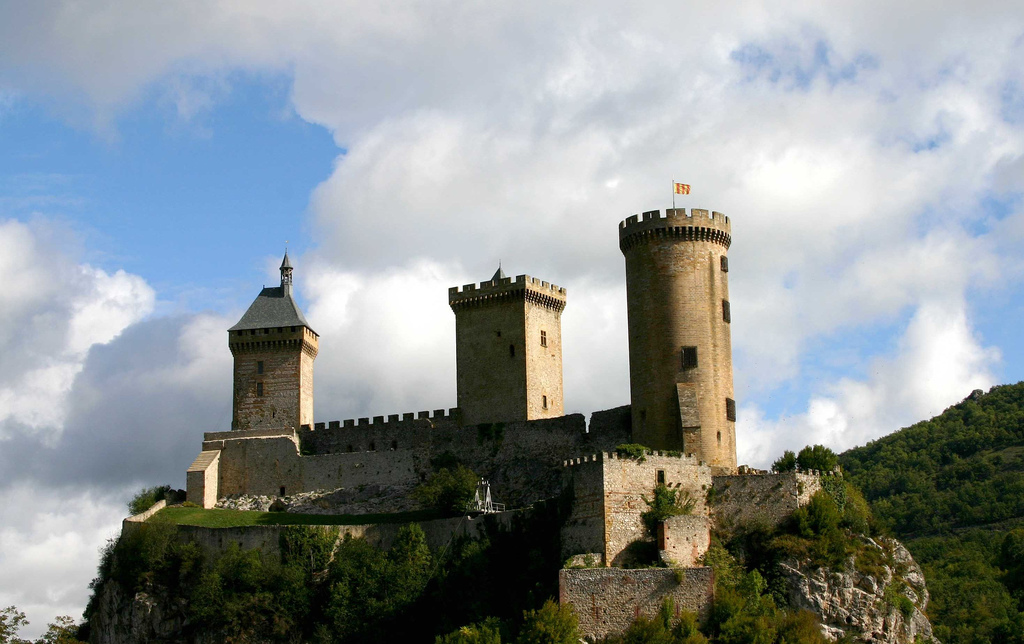
Die Burg von Foix

Gaston IV. war das letzte bedeutende Oberhaupt eines der ruhmreichsten Adelsgeschlechter des französischen Mittelalters. Er konnte den Fortbestand des Erbes seiner Vorfahren bewahren und im Spannungsfeld zwischen Frankreich und Spanien weiter ausbauen. So sicherte er seiner Familie die Nachfolge in der navarresischen Königswürde, erwarb durch Kauf auch die Vizegrafschaft von Narbonne und erlangte durch die Verleihung der Pairswürde an sein Haus dessen hochadlige Anerkennung in der französischen Feudalwelt. Neben dem Königshaus und den Häusern Bourbon und Albret gehörte das Haus Foix seiner Zeit zu den letzten Vertretern der mittelalterlich-feudalen Ordnung, welche in Frankreich schon bald durch den Absolutismus abgelöst werden sollte.
Die Nachfolge von Gastons unmündigen Enkelsohn Franz Phoebus aber bedeutete zugleich auch das Ende seines Hauses. Denn nach dessen schnellem Tod nur zehn Jahre später, fiel das reiche Erbe von Foix an das Haus Albret, einem aus der Gascogne stammenden Geschlecht. Und weitere zwei Generationen später sollten dessen Besitzungen an die Bourbonen fallen und mit der Thronbesteigung deren Oberhauptes 1589 schließlich mit der französischen Krondomäne vereint werden.
Gaston war auch der letzte Graf, der den Stammsitz seiner Familie, die Burg von Foix, baulich erweitern ließ, indem er der Burg durch die Errichtung des dritten Turmes, des tour ronde (der runde Turm, im Bild rechts), ihr heutiges Aussehen verlieh.

## Ehe und Nachkommen
Graf Gaston IV. war seit dem 30. Juli 1436 verheiratet mit der Infantin Eleonore (Leonor) (* 2. Februar 1425; † 12. Februar 1479 in Tudela), einer Tochter König Johanns II. von Aragon und der Königin Blanka von Navarra. Beider Kinder waren:
- Gaston (* 1444; † 1470), Fürst von Viana
- Pierre der Jüngere (* 7. Februar 1449 in Pau; † 10. August 1490 in Rom), 1476–1490 Elekt von Vannes, 1476–1490 Bischof von Aire und Kardinal
- Jean (* nach 1450; † 1500), Vizegraf von Narbonne und Graf von Étampes
- Marie (* nach 1452; † 1467), ⚭ 1465 Markgraf Guglielmo X. von Montferrat
- Jeanne (* nach 1454; † nach dem 10. Februar 1476 in Pau), ⚭ 19. August 1469 in Lectoure Graf Johann V. von Armagnac
- Marguerite (* nach 1458; † 15. Mai 1486), ⚭ 27. Juni 1471 in Clisson Herzog Franz II. von der Bretagne
- Catherine (* nach 1460; † vor 1494), ⚭ 1469 Gaston II. de Foix, Graf von Candale und Bénauges, Captal de Buch, ihr Cousin
- Isabel (* nach 1462)
- Leonor (* nach 1466)
- Jacques (* um 1469; † 1500), ⚭ Anna de Peralta y Foix, Tochter von Pedro de Peralta y Ezpeleta und Isabelle de Foix (Haus Frankreich-Évreux)